# Gottfried Christoph Härtel

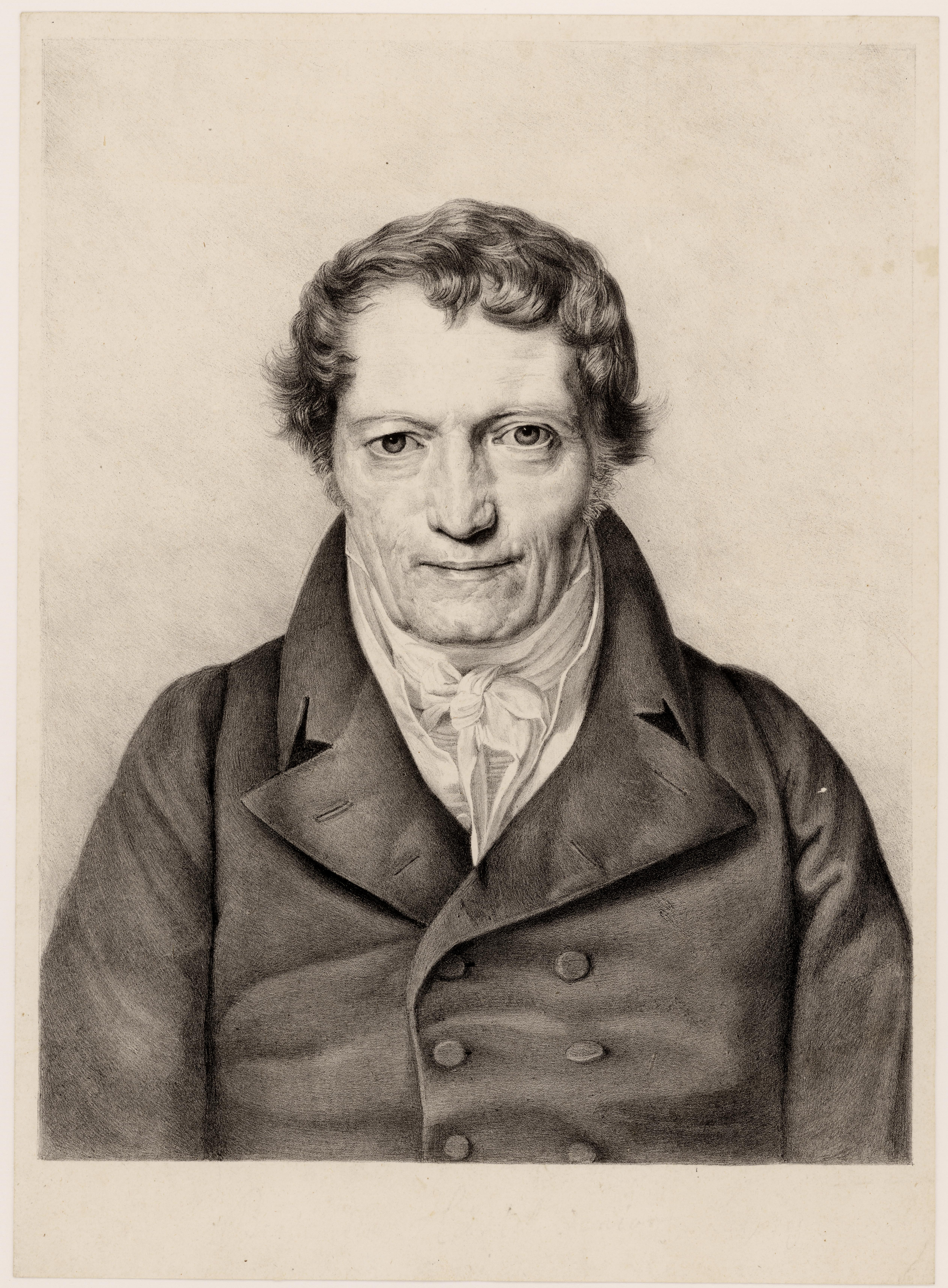
Retrato de Gottfried Christoph Härtel hecho por Ferdinand Georg Waldmüller.

Gottfried Christoph Härtel (Schneeberg, Sajonia, Alemania, 27 de enero de 1763 - Cotta, Sajonia, 25 de julio de 1827) fue un editor musical alemán.
Hijo menor del alcalde Dr. Christoph Härtel, asistió la Universidad de Leipzig. 
En 1795 se adhirió al fundador original Bernhard Christoph Breitkopf de la casa editora de música Breitkopf & Härtel, la casa más antigua en su género. Fabricaron además pianos que tocaron Clara Schumann y Franz Liszt.
La editora de música publicó las obras de Beethoven, Joseph Haydn, Mendelssohn, Schumann, Liszt, Wagner, Brahms y la primera edición completa de las obras de Mozart, llamada Alte Mozart-Ausgabe.
Su hija Pauline Härtel (1809-1885) se casó con el teólogo protestante Karl von Hase. Entre los descendientes de esa rama familiar, figuran el general Paul von Hase, Dietrich Bonhoeffer y Martin von Hase.